# حقبة الحزب الواحد في جمهورية تركيا

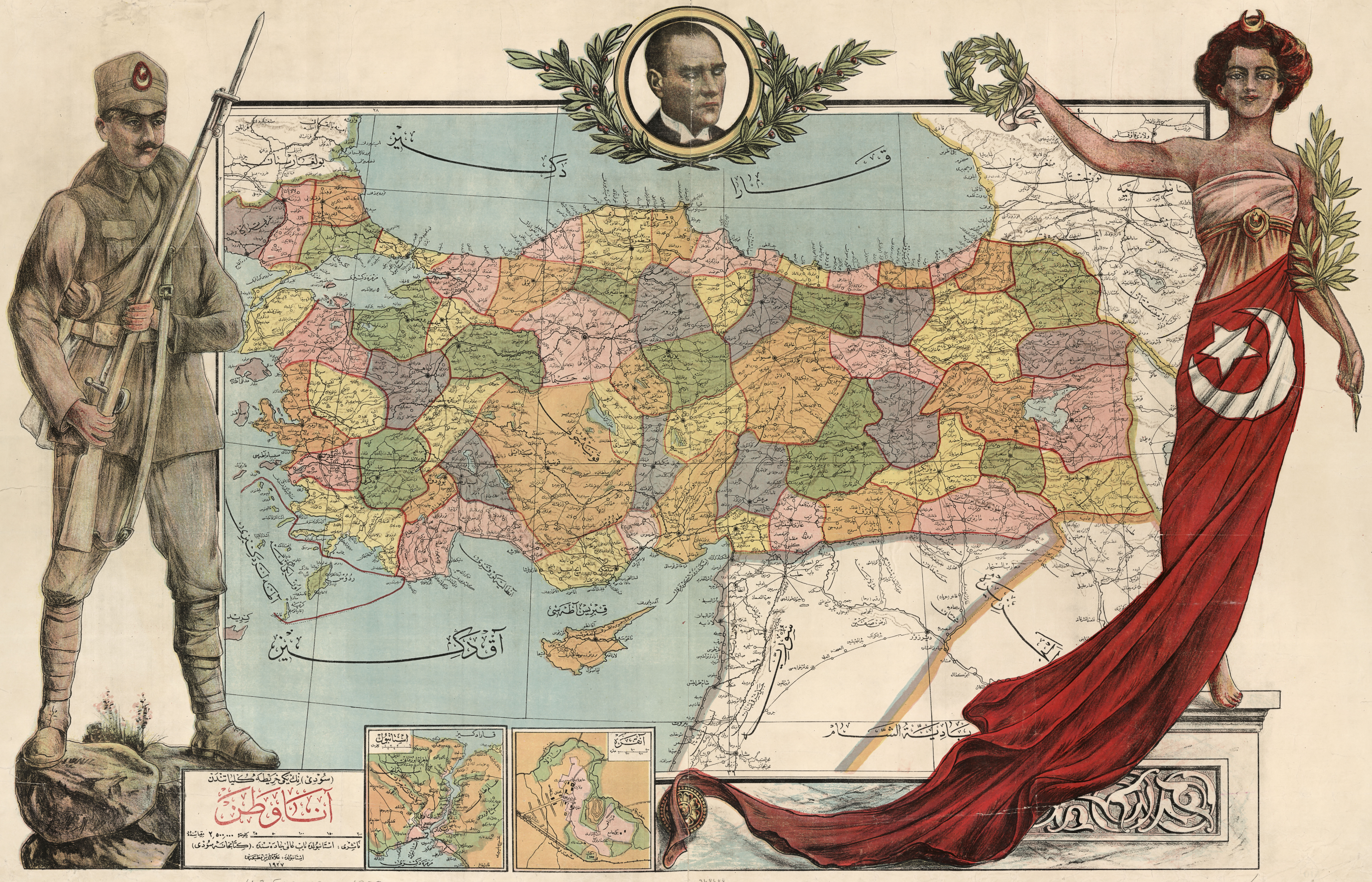
خريطة تركيا عام 1927

بدأت فترة الحزب الواحد للجمهورية التركية مع تأسيس الدولة رسميًا في عام 1923. كان حزب الشعب الجمهوري (سي إتش بي) هو الحزب الوحيد بين عام 1923 وعام 1945، الذي تأسس فيه حزب التنمية الوطنية. بعد الفوز بأول انتخابات متعددة الأحزاب في عام 1946 بفارق هائل، خسر حزب الشعب الجمهوري الأغلبية لصالح الحزب الديمقراطي في انتخابات 1950. خلال فترة الحزب الواحد، طلب الرئيس مصطفى كمال أتاتورك مرارًا إنشاء أحزاب معارضة ضد حزب الشعب الجمهوري من أجل الانتقال إلى الديمقراطية متعددة الأحزاب. في عام 1930، تأسس الحزب الجمهوري الليبرالي، ولكنه حُلّ من قبل مؤسسه. تأسس أيضًا الحزب الجمهوري التقدمي في عام 1924 من قبل كاظم كارابكر، ولكنه حُظِرَ بعد مشاركة أعضائه في ثورة الشيخ سعيد عام 1925. على الرغم من جهود أتاتورك في إنشاء نظام متعدد الأحزاب ذا دعاية ذاتية خلال فترة رئاسته، فلم يتحقق ذلك إلا بعد وفاته عام 1938.

## 1923-1938: رئاسة مصطفى كمال أتاتورك
مع تأسيس جمهورية تركيا، بدأت الجهود لتحديث البلاد. حُلِلَت مؤسسات ودساتير الدول الغربية مثل فرنسا، والسويد، وإيطاليا، وسويسرا للتواءم معها وفقًا لاحتياجات الأمة التركية وخصائصها. في تسليط للضوء على افتقار العامة إلى المعرفة فيما يتعلق بنوايا الرئيس مصطفى كمال (لاحقًا أتاتورك)، هلل العامة: «إننا نعود إلى أيام الخلفاء الأوائل». من أجل ترسيخ إصلاحاته، وضع مصطفى كمال فوزي جاكماق، وكاظم أوزالب، وعصمت إينونو في مناصب سياسية مهمة. استفاد مصطفى كمال من سمعته بصفته قائدًا عسكريًا فعالًا وقضى السنوات التالية، حتى وفاته في عام 1938 مؤسسًا إصلاحات سياسية واقتصادية واجتماعية واسعة النطاق وتقدمية. بذلك، حول المجتمع التركي من النظر إلى نفسه كرعايا مسلمين لإمبراطورية شاسعة إلى مواطنين من دولة قومية حديثة وديمقراطية وعلمانية.
بعد تأسيس الحزب الجمهوري الليبرالي من قبل علي فتحي أوكيار، انضمت الجماعات الدينية إلى الليبراليين، وتبع ذلك نشوب اضطرابات دموية واسعة النطاق، خاصة في المناطق الشرقية. حُلّ الحزب الجمهوري الليبرالي في 17 نوفمبر 1930، ولم تُجرَ أي محاولة أخرى لتأسيس ديمقراطية متعددة الأحزاب حتى عام 1945.

### المعارضة في 1924-1927
في عام 1924، بينما كانت «قضية الموصل» لا تزال مطروحة، بدأ الشيخ سعيد بيران في تنظيم ثورة الشيخ سعيد. كان الشيخ سعيد زعيمًا وراثيًا (شيخ قبيلة) لنظام نقشبندي محلي. شدد بيران على قضية الدين، فلم يعارض إلغاء الخلافة فحسب، بل أيضًا اعتماد القوانين المدنية القائمة على النماذج الغربية، وإنهاء الطوائف الدينية، وحظر تعدد الزوجات، والزواج المدني الإلزامي الجديد. أثار بيران أتباعه ضد سياسات الحكومة التي اعتبرها ضد الإسلام. في محاولة لاستعادة الشريعة الإسلامية، تحركت قوات بيران عبر الريف، واستولت على المكاتب الحكومية، وزحفوا على مدينتي إلازِغ وديار بكر الهامتان. رأى أعضاء الحكومة ثورة الشيخ سعيد على أنها محاولة لثورة مضادة، وحثوا على تحرك عسكري فوري لمنع انتشارها. أُقِرّ «قانون الحفاظ على النظام العام» للتعامل مع الثورة في 4 مارس 1925. أعطى هذا القانون الحكومة صلاحيات استثنائية، تضمنت سلطة حلّ الجماعات التخريبية (أُلغِيَ القانون في النهاية في 4 مارس 1929).
كان هنالك أيضًا برلمانيون في البرلمان التركي غير سعداء بهذه التغييرات. كان هنالك عدد كبير جدًا من الأعضاء الذين اتُهِموا بكونهم متعاطفين مع المعارضة في اجتماع خاص لحزب الشعب الجمهوري (سي إتش بي) لدرجة أن مصطفى كمال أعرب عن خوفه من أن يكون من بين الأقلية في حزبه الخاص. قرر عدم تطهير هذه المجموعة. بعد أن منحت حركة لوم الفرصة لإنشاء مجموعة منشقة، أسس كاظم كارابكر، مع أصدقائه هذه المجموعة في 17 أكتوبر 1924. أصبح اللوم تصويتًا بالثقة في حزب الشعب الجمهوري لصالح مصطفى كمال. في 8 نوفمبر، رُفِضت الحركة بأغلبية 148 صوتًا مقابل 18، إلى جانب غياب 41 صوتًا. احتل حزب الشعب الجمهوري جميع مقاعد البرلمان باستثناء مقعد واحد. بعد أن اختارته غالبية حزب الشعب الجمهوري، قال مصطفى كمال: «إن الأمة التركية مصممة بحزم على المضي قُدما بلا خوف على طريق الجمهورية والحضارة والتقدم».
في 17 نوفمبر 1924، أنشأت المجموعة المشقة رسميًا الحزب الجمهوري التقدمي (بي أر بي) مع 29 نائبًا، وبذلك بدأ أول نظام متعدد الأحزاب. اقترح البرنامج الاقتصادي الخاص بالحزب الجمهوري التقدمي الليبرالية، على النقيض من اشتراكية الدولة لحزب الشعب الجمهوري، كما كان برنامجها الاجتماعي قائمًا على المحافظة، على النقيض من الحداثة لحزب الشعب الجمهوري. دعم قادة الحزب بقوة الثورة الكمالية من حيث المبدأ، لكن كان لديهم آراء مختلفة حول الثورة الثقافية ومبدأ العلمانية. لم يكن الحزب الجمهوري التقدمي ضد مواقف مصطفى كمال الرئيسية كما أعلن في برنامجه. دعم البرنامج الآليات الرئيسية لترسيخ العلمانية في البلاد وأيضًا القانون المدني، أو كما ذُكِرَ، «احتياجات العصر» (المادة 3) ونظام التعليم الموحد (المادة 49). وُضِعَت هذه المبادئ من قبل القادة في البداية. أصبحت المعارضة القانونية الوحيدة موطنًا لجميع أنواع الآراء المختلفة.
خلال عام 1926، انكشفت مؤامرة لاغتيال مصطفى كمال في إزمير، نشأت من قبل نائب سابق عارض إلغاء الخلافة وكان لديه ضغينة شخصية. تحول المسار من التحقيق عن مخططي هذه المؤامرة إلى تحقيق أجري ظاهريًا للكشف عن الأنشطة التخريبية، ولكن استُخدِم في الواقع لتقويض أولئك الذين لديهم آراء مختلفة بشأن ثورة كمال الثقافية. عرض التحقيق الشامل على المحكمة عددًا كبيرًا من المعارضين السياسيين، بمن فيهم كارابكر، زعيم الحزب الجمهوري التقدمي. أُدين عدد من القادة الناجين من جمعية الاتحاد والترقي، الذين كانوا في المرتبة الثانية على أفضل تقدير في الحركة التركية، بما في ذلك كافيد، وأحمد شكرو، وإسماعيل كانبولات بتهمة الخيانة، وحكم عليهم بالإعدام. خلال هذه التحقيقات، كُشِف عن رابط يصل أعضاء الحزب الجمهوري التقدمي بتمرد الشيخ سعيد. حُلّ الحزب الجمهوري التقدمي بعد نتائج المحاكمة. كُسِرَ نمط المعارضة المنظمة. كان هذا الإجراء هو عملية التطهير السياسي الوحيدة التي حدثت خلال رئاسة أتاتورك. اعتُبرت مقولة مصطفى كمال، «جسدي الفاني سيتحول إلى غبار، لكن الجمهورية التركية ستستمر إلى الأبد» وصية بعد محاولة الاغتيال.

### الإصلاحات
شهدت البلاد عملية مطردة من التغريب العلماني شملت توحيد التعليم، وأيضًا إلغاء الألقاب الدينية وغيرها، فأُغلِقَت المحاكم الإسلامية، واستُبدِل قانون الشريعة الإسلامية بقانون مدني علماني على غرار قانون سويسرا، واعتُمِد قانون جنائي على غرار القانون الجنائي الإيطالي، واعتُرِف أيضًا بالمساواة بين الجنسين ومُنِحَت الحقوق السياسية الكاملة للمرأة في 5 ديسمبر 1934، وبدأ إصلاح اللغة من قبل مجمع اللغة التركية الذي تأسس حديثًا، حيث استُبدِلَت الأبجدية التركية العثمانية بالأبجدية التركية الجديدة المشتقة من الأبجدية اللاتينية، وتعدّل قانون اللباس (حُظِر ارتداء الطربوش)، وأيضًا قانون الألقاب، إضافة إلى العديد من الإصلاحات الأخرى.

### تعداد 1927
كان أول تعداد للجمهورية في عام 1927. جمع التعداد بيانات حول محو الأمية والقيم الاقتصادية والاجتماعية

#### المعارضة في 1930-1931
في 11 أغسطس 1930، قرر مصطفى كمال تجربة حركة متعددة الأحزاب مرة أخرى، وطلب من علي فتحي أوكيار تأسيس حزب جديد. أصر مصطفى كمال على حماية الإصلاحات العلمانية. نجح الحزب الجمهوري الليبرالي الجديد في جميع أنحاء البلاد. دون تأسيس طيف سياسي حقيقي، ولمرة أخرى، أصبح الحزب مركزًا لمعارضة إصلاحات أتاتورك، خاصة فيما يتعلق بدور الدين في الحياة العامة.
في 23 ديسمبر 1930، وقعت سلسلة من الأحداث العنيفة، بدءًا من تمرد الأصوليين الإسلاميين في مينمين، وهي بلدة صغيرة في منطقة بحر إيجه. اعتُبِرَت حادثة مينمين تلك تهديدًا خطيرًا ضد الإصلاحات العلمانية.

في نوفمبر 1930، قرر علي فتحي أوكيار حل حزبه بعد رؤية التهديد الأصولي المتزايد. لم ينجح مصطفى كمال في تأسيس نظام برلماني متعدد الأحزاب طويل الأمد في أثناء رئاسته. بدأت فترة متعددة الأحزاب أكثر دوامًا في جمهورية تركيا في عام 1945. في عام 1950، ترك حزب الشعب الجمهوري منصب الأغلبية للحزب الديمقراطي بعد خسارته انتخابات 1950. هناك حجج مفادها أن مصطفى كمال لم يشجع الديمقراطية المباشرة من خلال السيطرة على البلاد بحكم الحزب الواحد خاصته. تمثل السبب وراء التجارب الفاشلة مع التعددية خلال هذه الفترة في عدم توافق جميع المجموعات في البلاد على الحد الأدنى من الإجماع فيما يتعلق بالقيم المشتركة (العلمانية بشكل رئيسي) والقواعد المشتركة لحل النزاعات. ردًا على هذه الانتقادات، قال  كاتب السيرة الحياتية لمصطفى كمال، أندرو مانجو: «بين الحربين، كان من غير الممكن أن تستمر الديمقراطية في العديد من المجتمعات الأكثر ثراء نسبيًا وذات التعليم الأفضل. تركت سلطوية أتاتورك المستنيرة مساحة معقولة لحياة خاصة حرة. لم يكن أكثر من ذلك متوقعًا في فترة حياته». على الرغم من أنه لم يبد أنه ديمقراطي في أفعاله في بعض الأحيان، كان دائمًا يدعم فكرة بناء مجتمع مدني في نهاية المطاف، نظام شامل للمنظمات والمؤسسات المدنية والاجتماعية التطوعية التي تشكل أساسًا لمجتمع فعال عوضًا عن الهياكل المدعومة من الدولة. قال مصطفى كمال في أحد خطاباته الكثيرة حول أهمية الديمقراطية في عام 1933:
«الجمهورية تعني الإدارة الديمقراطية للدولة. نحن أسسنا الجمهورية، لتصل إلى عامها العاشر. يجب أن تفرض جميع متطلبات الديمقراطية مع مجيء الوقت».

### التمردات الكردية
كان هنالك العديد من التمردات الكردية في عشرينيات وثلاثينيات القرن العشرين: تمرد كوجكيري، وثورة الشيخ سعيد، وتمرد درسيم، وتمرد أرارات. قُمِعوا جميعًا من قبل الجيش التركي. على وجه الخصوص، بسبب تمرد درسيم في 1937-1938، قُتِل الآلاف من الكرد العلاهيون على يد الجيش التركي، وأُخِذَ آلاف آخرون إلى المنفى، محدثًا بذلك إفقارًا سكانيًا بالمحافظة. كان أحد العناصر الرئيسية لعملية التتريك هو سياسة إعادة التوطين السكاني الضخم، نتيجة لقانون إعادة التوطين لعام 1934، وهي سياسة استهدفت منطقة درسيم كواحدة من أولى حالات اختبارها، ووقعت بسببها عواقب وخيمة على السكان المحليين.